# Церковная фабрика
Церко́вная фа́брика (лат. Fabrica ecclesiae) — часть церковного имущества, предназначенная для церковно-строительных и богослужебных целей.

## История
В первые века христианства все церковное имущество предназначалось на служение всем нуждающимся в призрении. Как миряне, так и духовные лица, если они не имели собственных средств и не могли существовать на свой заработок, жили исключительно на счёт церковного имущества. Из этого же источника покрывались церковно-строительные и богослужебные издержки. 
Значительно увеличившееся с торжеством христианства церковное имущество уже в V веке делится на четыре части, из коих одна часть идёт в пользу епископа (лат. quarta episcopi), другая — в пользу клира (quarta cleri), третья — в пользу бедных (quarta pauperum) и четвёртая — в пользу фабрики, то есть на церковно-строительные и богослужебные издержки (quarta fabricae). 
Позднее, с образованием приходов, аналогичный раздел имущества происходит и в них: здесь различают двоякое имущество — служащее для обеспечения приходского богослужения и идущее на содержание духовных должностных лиц в приходе. Канонисты в каждом из этих имуществ усмотрели субстрат для двух фиктивных лиц, из которых первое назвали фабрикой, а другое — бенефицией. Кроме вышеуказанной квоты из церковного имущества, доход фабрик как епископской церкви, так и приходской составлялся из сборов, производимых во время богослужения, и из сумм, взимаемых церковью за продажу могильных мест, за колокольный звон, за отдачу в наем стульев и вообще мест для сидения в церквях и т. п.
Фабрика имеет целью поддержание церковных строений; но в случае её несостоятельности эта обязанность (Baulast) возлагалась субсидиарно ещё со времён франкского государства на целый ряд лиц, начиная с владельцев церковной недвижимости и кончая общиной мирян. Регламентирование этой строительной тягости впервые было сделано Триентским собором, по определению которого она в патронатских церквях лежит на патроне, а в тех церквах, где патрона нет, — на целой градации лиц, субсидиарно обязанных. Каждое из них обязано под страхом цензур и даже гражданских наказаний прийти на помощь фабрике. 
Управление фабрикой в епархиях принадлежало капитулам, в приходах — парохам. В разных странах был привлечён к более или менее деятельному участию в управлении фабрикой и мирской элемент. Раньше, чем в других странах, произошло это во Франции, где для управления делами фабрики выбирались с согласия духовенства особые администраторы — так называемые маргильеры.
Революция, секуляризовав церковное имущество, уничтожила фабрику; но в 1801 году по конкордату с папой церковные имущества были возвращены и фабрики восстановлены. В 1803 году было указано, что возвращённое фабрике имущество должно состоять под управлением маргильеров, назначаемых префектом по представлению мэра или кюре.

## Управление фабрикой
В настоящее время управление делами фабрики ведут: 
1. совет фабрики (фр. Conseil de fabrique)
2. бюро маргильеров (фр. Bureau des marguilliers)

В состав совета входят, во-первых, непременные члены — кюре и местный мэр; во-вторых, члены переменные, числом 9 или 5, смотря по численности членов общины. Из числа маргильеров 5 из 9 или 3 из 5 назначаются епископом, остальные — префектом. Срок службы — 6-летний. Совет из своей среды избирает председателя, но ни кюре, ни мэр им быть не могут. 
Бюро маргильеров есть власть исполнительная. В его состав входят кюре и три члена, выбранные советом из своей среды. Бюро выбирает себе председателя (не кюре), секретаря и казначея. Через год один из маргильеров выходит по жребию и заменяется новым из состава совета. Вследствие взгляда французского законодательства на фабрику как на «публичное установление, существование которого может лечь бременем на бюджет общин и государства», фабрики во Франции подлежит большим стеснениям и контролю со стороны государственной власти. 
В других католических странах управление фабрикой зависит от системы отношений между государством и церковью, но в основном находится в руках церковной общины. В евангелической церкви фабрика принципиально существует, но управление ею ничем не отличается от управления другими церковными имуществами и принадлежит церковной общине. В православных церквах Востока, как и России, фабрики как специального имущества для покрытия церковно-строительных и богослужебных издержек не существовало и не существует. 